# كاشف شفايتزر
كاشف شفايتزر هو معقد أميني للنحاس صيغته 2(OH)[Cu(NH3)4(H2O)2]، ويوجد على هيئة صلب ذي لون أزرق داكن، ويستخدم في تنقية السيليلوز.
ينسب هذا المعقد إلى مكتشفه الكيميائي السويسري ماتياس إدوارد شفايتزر Matthias Eduard Schweizer.

## التحضير
يحضر هذا الكاشف من إذابة هيدروكسيد النحاس الثنائي في محلول من الأمونيا.

## الخواص
يشكل هذا المركب في الشروط القياسية محاليل ذي لون أزرق داكن، ويؤدي تبخيره إلى الحصول مجدداً على هيدروكسيد النحاس، مما يعكس عدم استقرار هذا المعقد التناسقي. يؤدي التبخير بوجود كمية فائضة من الأكسجين إلى تشكيل مركبات النرتيت الموافقة.